# 街の14景
街の14景（まちのじゅうよんけい）はthe band apartの通算6枚目のスタジオ・アルバムである。

## 内容
約2年ぶりのオリジナルアルバムで、前作のシングル『2012ep』と同様全曲日本語詞。基本的に作曲担当者が作詞をしている。
シングルからの収録曲は無し。

## 収録曲
1. いつかの  (4:53)
英題：「sometime in the future」
作曲：木暮栄一
アウトロが次の曲とつながっている。
2. ノード  (5:15)
英題：「node」
作曲：木暮栄一
3月29日のJ-WAVE『THE KINGS PLACE』にてアルバム中で初解禁された。また、ミュージックビデオが制作されている。（ディレクター：青木亮二）
3. 仇になっても  (4:52)
英題：「love the enemy」
作曲：原昌和
歌詞カードには歌詞が載っておらず、公式サイトにて公開されている。
4. 夜の向こうへ  (4:01)
英題：「through the night」
作曲：荒井岳史
5. 12月の (5:15)
英題：「of december」
作曲：木暮栄一
6. AKIRAM  (3:50)
英題：「AKIRAM」
作曲：原昌和、歌詞は木暮と原の共作。
7. 明日を知らない  (4:16)
英題：「don't know about tomorrow」
作曲：荒井岳史
ベースでEbowが使われている。
8. 師走 (6:42)
英題：「shiwasu」
作曲：原昌和
自身のアルバムではスキットを除き初収録のインスト曲。amazonの内容紹介などでは"初の"インスト曲とされているが曲としては「STEP UP」（『...OUT OF THIS WORLD 4』）があるので初ではない。
9. 泳ぐ針 (5:49)
英題：「swimming stylus」
作曲：木暮栄一
10. black (4:48)
英題：「black」
作曲：川崎亘一
11. ARENNYAで待ってる (5:41)
英題：「waiting at ARENNYA」 
作曲：原昌和、歌詞の英語部分は木暮担当。
12. アウトサイダー (2:57)
英題：「outsider」
作曲：荒井岳史
13. 8月 (4:09)
英題：「august」
作曲：木暮栄一
14. outro (3:03)
英題：「outro」
構成：木暮栄一
M4.夜の向こうへ、M10.black、M6.AKIRAM、M2.ノードのサビを繋いだ構成になっている。